# Nihat Akbay
[style à revoir]

Nihat Akbay, né le 1er janvier 1945 dans le quartier de Beykoz à Istanbul et mort le 24 mars 2020, est un footballeur international turc.

## Biographie
Il a commencé sa carrière de footballeur en tant que gardien de but au club de Beykozspor à l'âge de 16 ans. Il est promu capitaine à l'âge de 19 ans.
[style à revoir]
Grâce à ses performances réussies, il a attiré l'attention des grandes équipes en peu de temps et après avoir joué à Beykozspor pendant 7 saisons, il a été transféré à Galatasaray en 1968 grâce aux efforts de Gündüz Kılıç. Après une carrière réussie de 10 saisons, il met fin à sa carrière de footballeur professionnel lors du match Galatasaray-Trabzonspor disputé le 5 août 1978. Entre 1964 et 1976, l’équipe nationale turque de football a défendu son but lors de 8 matches,,.
[style à revoir]
Il a joué avec des gardiens vétérans tels que Yasin Özdenak, Varol Ürkmez et Bosko Kajganic. Après le décès de Bosko Kajganic dans un accident de la route, Nihat Akbay a gagné la grande appréciation des supporters en jouant pendant un certain temps en portant un maillot de gardien de but avec écrit "Kajganic". Il est également membre du conseil d'administration numéro 5664 du club Galatasaray.

## Palmarès
- Championnat de Turquie : 1969, 1971, 1972 et 1973
- Coupe de Turquie : 1973 et 1976

## Décès
Nihat Akbay est décédé à Istanbul le 24 mars 2020. Son corps a été enterré au cimetière de Beykoz Kemerüstü.